# Restart
Restart è una band brasiliana di teen pop creata nell'agosto del 2008 da quattro studenti: Pedro Lanza, Pedro Lucas, Koba e Thomas. La band Restart raggiunse molto rapidamente la popolarità e cominciò a fare concerti in Brasile.
È diventata uno dei gruppi più conosciuti del paese per essere una dei più famosi che usano vesititi colorati, soprattutto i pantaloni. Il loro primo album fu lanciato nel 2009, intitolato Restart. Ha tre canzoni principali: Recomeçar, Levo Comigo e Pra você Lembrar. 
La tendenza dei vestiti colorati è stata sostituita per la cultura chiamata emo in Brasile. Gli anti-emo brasiliani sono contro la band.

## Carriera
La band Restart è uscita come la maggior vincitrice del premio musicale Video Music Brasil, andato in onda su MTV del Brasile, nell'edizione del 2010, vincendo la categoria "Rivelazione" ,"Pop", "Artista dell'anno", "Hit dell'anno" (con Levo Comigo) e "Videoclip dell'anno" (con 'Recomeçar').  Ma nel momento dell'annuncio del vincitore del principale premio dell'evento, quello di "Artista dell'anno", la band ha ricevuto molte critiche del pubblico presente, oggetto che diventò il più commentato su Twitter. Inoltre, il regista Guilherme Zonta ha chiesto le dimissioni dalla sua posizione sul palco.
La band ha continuato ad avere enormi ripercussioni su internet dopo l'annullamento del pomeriggio di autografi nella libreria Fnac, a San Paolo. In una dichiarazione, i membri della band hanno detto che non si aspettavano un concerto con più di 3.000 persone, e hanno deciso di rimandarlo, anche tenendo conto dello sforzo di molti visitatori per arrivare un giorno in anticipo .

## Nuovi progetti
Dopo essere ben conosciuta in tutto il Brasile, la band ha cominciato a registrare canzoni in spagnolo, e ha fatto presentazioni anche in Argentina e Uruguay. La prima canzone in questa lingua è stata quella di Levo Comigo, che fu intitolata come Te llevo conmigo che significa "Ti porto con me". 
Inoltre, i membri della band hanno affermato che parteciperanno alla registrazione di un film - intitolato RESTART - Il film - sulla storia dei Restart, in 3D ed era previsto il lanciamento per il 2012. In più ha il progetto di lanciare un libro con i pensieri dei fan, le domande e le risposte. Dopo il successo dell'album di debutto, il primo DVD dei Restart fu quello di: Restart - Happy Rock Sunday che è stato attribuito come DVD DI ORO dalla ABPD, per la vendita di 25 000 copie nel paese. Nella rivista Caras,  Koba ha commentato: "È da un anno che abbiamo vinto il nostro primo disco di oro con il nostro primo CD e adesso, abbiamo vinto il DVD di oro quasi esattamente un anno dopo, non ce lo aspettavamo. È ovvio che lo desideravamo moltissimo, ma non pensavamo di vincerlo così presto, la gente ci sorprende ogni giorno di più".
Nell'ottobre del 2011 la band ha lanciato il suo nuovo album, Geraçao Z, descritto con un lavoro più pesante. Il disco è stato l'inizio del cambiamento della vista della band dal colorato al futurista, con l'accento sui colori oro e argento.

## Membri
- Pe Lanza: chitarra, cantante.
- Pe Lu: chitarra, cantante.
- Koba: chitarra, cori.
- Thomas: batterista.

## Discografia
- 2009: Restart
- 2010: By Day
- 2011: Geração Z